# Cemient Michajłowka
Cemient Michajłowka (ros. Футбольный клуб «Цемент» Михайловка, Futbolnyj Kłub "Cemient" Michajłowka) – rosyjski klub piłkarski z siedzibą w Michajłowce, w obwodzie wołgogradzkim.

## Historia
Chronologia nazw:
- ???—1996: Dinamo Michajłowka (ros. «Динамо» Михайловка)
- 1997: Rotor-2 Michajłowka (ros. «Ротор-2» Михайловка)
- 1998: Spartak Michajłowka (ros. «Спартак» Михайловка)
- 1999—2004: Witiaź Michajłowka (ros. «Витязь» Михайловка)
- 2005—...: Cemient Michajłowka (ros. «Цемент» Михайловка)

Piłkarska drużyna Dinamo została założona w mieście Michajłowka.
W 1995 zespół debiutował w Rosyjska Trzecia Liga, strefa 2 Mistrzostw Rosji, w której występował do 1997. W 1997 został drugą drużyną pierwszoligowego klubu Rotor Wołgograd i przyjął nazwę Rotor-2 Michajłowka.
Po reorganizacji systemu lig w 1998 pożegnał się z rozgrywkami na poziomie profesjonalnym i pod nazwą Spartak Michajłowka występował w Mistrzostwach Rosji spośród drużyn kultury fizycznej. W następnym 1999 zmienił nazwę na Witiaź Michajłowka i ostatni raz wystąpił w Mistrzostwach Rosji spośród drużyn kultury fizycznej.
Dopiero w 2005 już jako Cemient Michajłowka ponownie startował w Amatorskiej Lidze, strefie Czarnoziemie, w której występuje do dziś.

## Sukcesy
- 12. miejsce w Rosyjskiej Trzeciej Lidze, strefie 2: 1997
- 1/64 finału Pucharu Rosji: 1997, 1998

## Znani piłkarze
Tatuł Mchitarjan